# 粉嶺公路

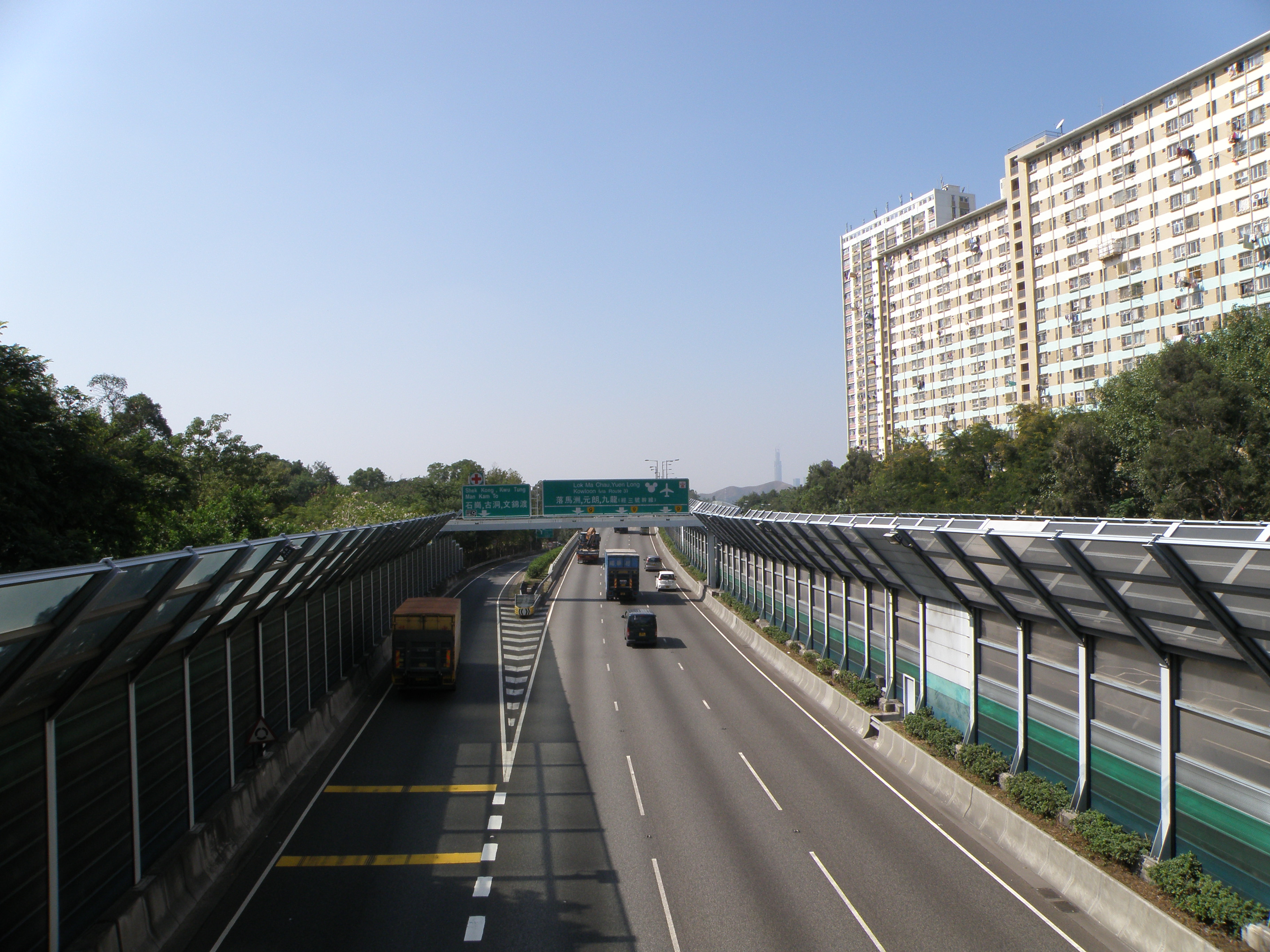
粉嶺公路近彩園邨

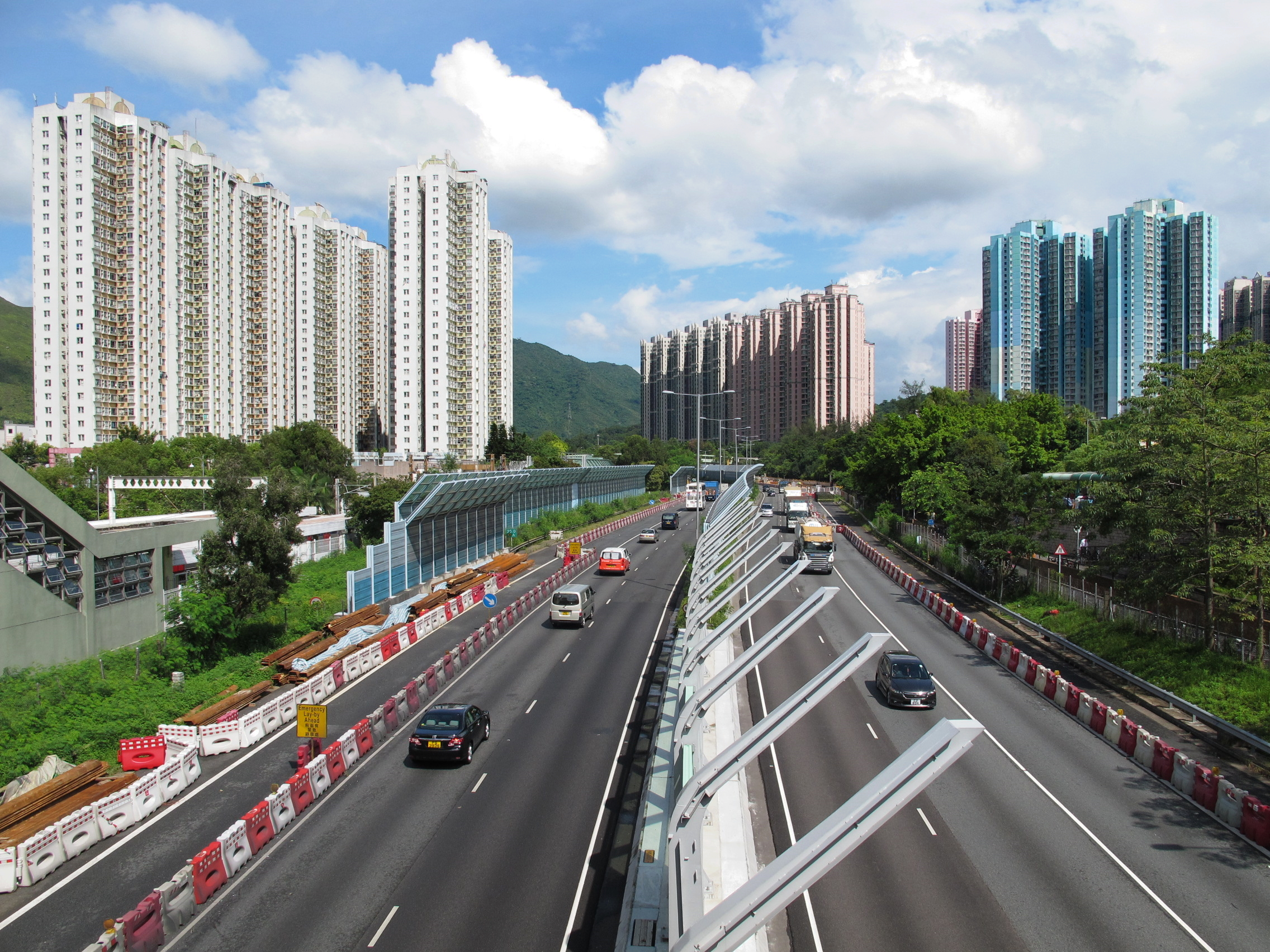
從粉嶺站行人天橋望向東南方的粉嶺公路，左方為粉嶺中心，遠前方為碧湖花園及牽晴間，右前方為景盛苑。

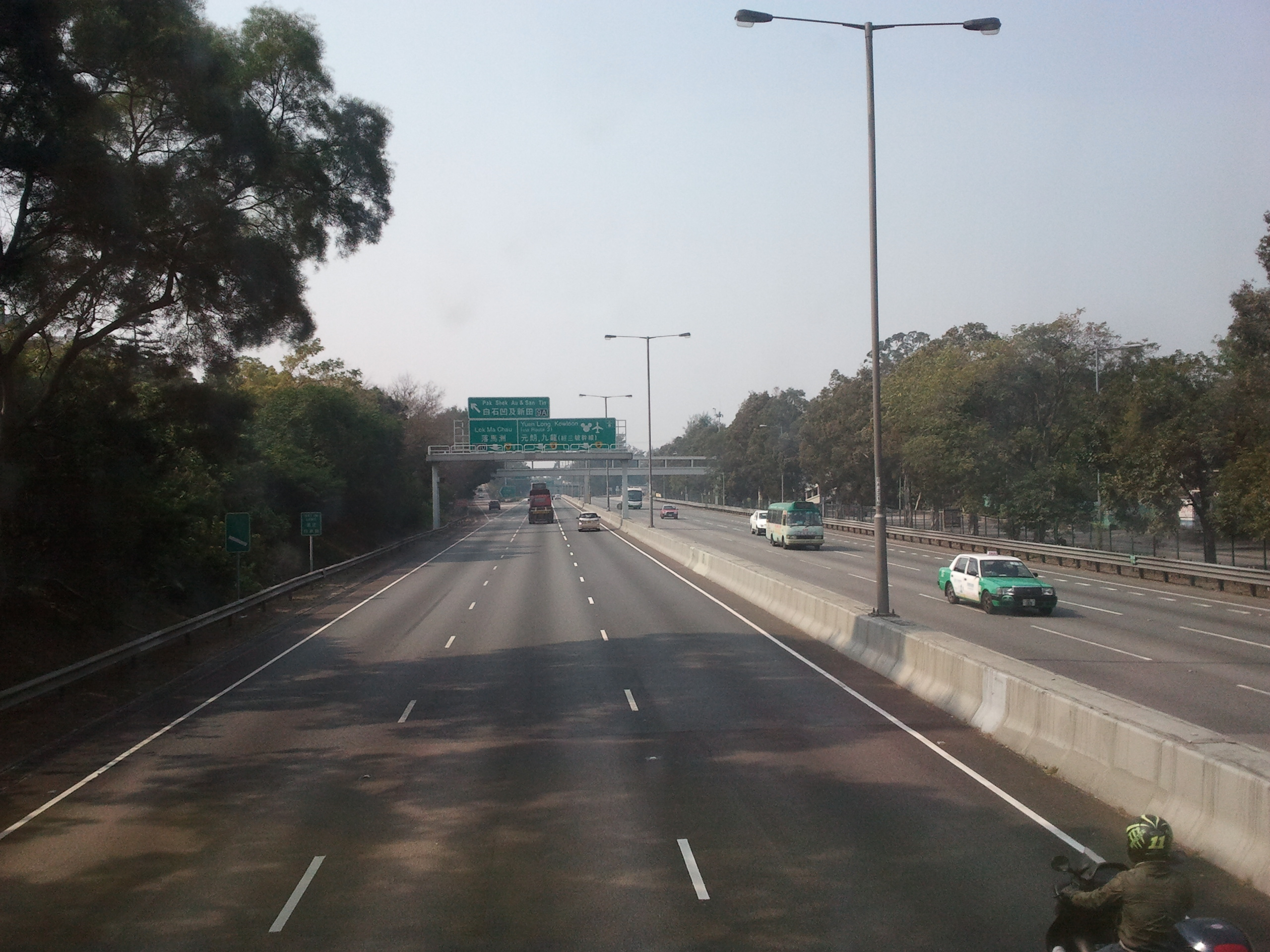
粉嶺公路古洞段

粉嶺公路（英語：Fanling Highway）是香港9號幹線（新界環迴公路）的一部分，連接大埔區及落馬洲，為9號幹線唯一一段途經三個分區（大埔區、北區及元朗區）的組成部份。全線均為三線雙程分隔快速公路。車速限制為每小時100公里。

## 歷史
粉嶺公路利用原來的大埔公路路廊擴闊而成，1982年7月，有傳媒報導指新界拓展署計劃招標興建粉嶺支路，並於1984年完成招標。合約於1983年1月10日批出，總值1億6500萬港元，由青木建設株式會社負責興建。上水至和合石段稱為粉嶺支路，於1985年6月24日上午十時通車，全長3.9公里，耗資1億8000萬港元，是香港首條行車時速達到80公里的快速公路。而和合石至林錦交匯處一段則與吐露港公路一同於1985年9月25日通車。1987年4月3日，粉嶺公路進一步延伸至白石坳。而橫跨林錦交匯處、連接吐露港公路與粉嶺公路的行車天橋則稍遲建成，1988年5月30日上午十時由時任路政署署長費盾與交通諮詢委員會主席譚惠珠主持正式通車。

## 出口
| 粉嶺公路                                                                  | 粉嶺公路 | 粉嶺公路 |
| ------------------------------------------------------------------------- | -------- | --- |
| A 行車方向（順時針）                                                      | 出口編號 | B 行車方向（逆時針） |
| 連接林錦公路交匯處、吐露港公路                                            |          | |
| 粉嶺公路終點                                                              |          | 粉嶺公路起點 |
| 康樂園、大埔（北）、石崗 林錦公路交匯處、林錦公路、康樂園路、大窩西支路   | 7        | 出口設於吐露港公路 |
| 九龍坑、沙頭角、香園圍 大窩東支路、香園圍公路                             | 7A       | 沙頭角、香園圍 香園圍公路                                                                                                   |
| 不適用                                                                    | 7B       | 和合石、華明 百和路（南行）                                                                                                 |
| 不適用                                                                    | 7C       | 粉嶺、軍地 百和路（北行）                                                                                                   |
| 粉嶺、沙頭角、雞嶺 迴旋處、掃管埔路                                       | 8        | 上水、粉嶺、雞嶺 迴旋處、掃管埔路                                                                                           |
| 文錦渡、上水、古洞、石崗 大頭嶺迴旋處、寶石湖路、粉錦公路、青山公路古洞段 | 9        | 文錦渡、上水、古洞、石崗 大頭嶺迴旋處、寶石湖路、粉錦公路、青山公路古洞段                                                   |
| 不適用                                                                    | 9A       | 白石凹、古洞、落馬洲、新田 古洞路、青山公路洲頭段                                                                           |
| 出口設於新田公路                                                          | 10B      | 中國深圳（落馬洲管制站過境貨車專用） 新深路                                                                                 |
| 出口設於新田公路                                                          | 10       | 中國深圳（落馬洲管制站過境客車）、新田、落馬洲、落馬洲站、米埔 新田交匯處、新深路、青山公路洲頭段、青山公路新田段、落馬洲路 |
| 粉嶺公路起點                                                              |          | 粉嶺公路終點 |
| 連接新田公路                                                              |          | |

## 分段
粉嶺公路分為3部分，其中林錦公路、和合石、上水、粉錦公路、白石凹和新田均設有交匯處。
第1部分為林錦公路至和合石段，緊接吐露港公路，長3.7公里。由於預計蓮塘口岸開通後會帶來額外的車流，因此路政署在2010年決定擴闊這一段為雙向四車道，預計工程將在2019年完成。
第2部分稱為粉嶺支路，長3.9公里，成為粉嶺／上水新市鎮的主幹道。這部份通車後，取代了原來的大埔公路－粉嶺段，成為粉嶺的主要交通命脈。而原來的大埔公路－粉嶺段則成為了今日的馬會道、新運路、沙頭角公路以及粉嶺公路掃管埔至寶石湖段，同時大埔公路也縮短至林錦公路交匯處，大窩段成為該公路最後一段。由於兩旁有不少住宅，這段公路已在2018年加建隔音屏障，以減低車輛噪音對周邊住宅的影響。
第3部分則由粉錦公路交匯處起，沿著青山公路的南面而建，直達位於新田的新田交匯處，接駁新田公路。
二十世紀九十年代，因為大批貨車前往落馬洲而造成擠塞，延伸至粉嶺公路甚至影響只是經過的車輛，路政署興建了兩條繞道。其中一條讓粉嶺公路往新深路的貨車使用，讓它們不必經過新田交匯處的迴旋處，同時提供更多緩衝，避免擠塞延長至粉嶺公路。兩條繞道於2007年5月27日開通。
此外，香園圍公路也連接沙頭角和香園圍過境通道，大大減輕粉嶺市區交通壓力。

## 車速轉變
2018年2月5日起，為進行擴闊工程，粉嶺公路林錦公路至和合石段設立臨時車速限制，從80km/h下降為70km/h

## 重大事件
2018年2月11日下午，警方在粉嶺公路追截一輛違規七人車時，指揮途經車輛組成「人肉路障」來堵截，最終七人車在往九龍方向近九龍坑段失事撞向其他車輛，37歲男司機和26歲男乘客傷重死亡，至少四人受傷。事件中3輛私家車被撞毀，包括一輛落地18日的新車，並造成其餘4人受傷，公眾質疑當時交通警罔顧公眾安全。警方指行動符合指引。2020年7月，死因庭裁判官裁定兩人死於意外，並批評警隊不可假設警員有常識，敦促警方檢討及確保警員熟悉《警察通例》的截車守則，並提出多項建議，要求警隊於六個月內就改善措施並向法庭提交報告。有案中傷者歡迎法庭裁決，直斥警方做法離譜。
2019年12月18日下午，一輛九巴978號線的雙層巴士行駛時疑因左手未握緊軚盤，失控撞欄和撞樹，造成車身被毀，車頂遭劏開，上層乘客連人帶椅拋出車外。事件造成6人死亡，39人受傷。肇事司機被捕。